# Списак шефова државе Црне Горе
У овом чланку наведени су шефови државе Црне Горе, од успостављања Митрополства Црне Горе до данас.
Списак укључује шефове држава независних монархија; Митрополства Црне Горе, Књажевине Црне Горе и Краљевине Црне Горе, као и Социјалистичке Републике Црне Горе, републике унутар Социјалистичке Федеративне Републике Југославије и шефове држава Републике Црне Горе (1991–2006), републике унутар Савезне Републике Југославије и Државна заједнице Србије и Црне Гора. Измeђу 1943. и 1974, шеф државе Црне Горе био је предсједник црногорског парламента.

## Монархија

### Митрополство Црна Гора(1696—1852)
| Владика | Владика | Владика                  | Владика         | Владавина         | Владавина         | Владавина           | Напомена                                                                  |
| Бр.     | Портрет | Име                      | Династија       | Почетак владавине | Крај владавине    | Трајање             | Напомена                                                                  |
| ------- | ------- | ------------------------ | --------------- | ----------------- | ----------------- | ------------------- | ------------------------------------------------------------------------- |
| 1       |         | Данило I (1670—1735)     | Петровић-Његош  | јул 1696.         | 11. јануар 1735.  | 38 година, 6 месеци | Оснивач династије Петровић-Његош                                          |
| 2       |         | Сава II (1702—1782)      | Петровић-Његош  | 11. јануар 1735.  | 9. март 1782,     | 47 година, 57 дана  | Рођак Данила I Владао заједно са Василијем III од 1750. до 10. марта 1766 |
| 3       |         | Василије III (1709—1766) | Петровић-Његош  | 1750              | 10. март 1766.    | 15—16 година        | Рођак Данила III и Саве II Владао заједно са Савом II                     |
| 4       |         | Петар I (1747—1830)      | Петровић-Његош  | март 1782.        | 30. октобар 1830. | 48 година, 7 месеци | Рођак Саве II и Василија III                                              |
| 5       |         | Петар II (1813—1851)     | Петровић- Његош | 30. октобар 1830. | 31. октобар 1851. | 21 година, 1 дан    | Рођак Петра I                                                             |
| 6       |         | Данило II (1826—1860)    | Петровић-Његош  | 1. јануар 1852.   | 13. март 1852.    | 72 дана             | Рођак Петра II                                                            |

### Књажевина Црна Гора(1852—1910)
| Књаз | Књаз    | Књаз                 | Књаз           | Владавина         | Владавина                 | Владавина          | Напомена                     |
| Бр.  | Портрет | Име                  | Династија      | Почетак владавине | Крај владавине            | Трајање            | Напомена                     |
| ---- | ------- | -------------------- | -------------- | ----------------- | ------------------------- | ------------------ | ---------------------------- |
| 1    |         | Данило I (1826—1860) | Петровић-Његош | 13. март 1852.    | 13. август 1860. (убијен) | 8 година, 153 дана | Претходно владао као Владика |
| 2    |         | Никола I (1841—1921) | Петровић-Његош | 13. август 1860.  | 28. август 1910.          | 50 година, 15 дана | Рођак Данила I               |

### Краљевина Црна Гора(1910—1918)
| Краљ | Краљ    | Краљ                 | Краљ           | Владавина         | Владавина          | Владавина         | Напомена                  |
| Бр.  | Портрет | Име                  | Династија      | Почетак владавине | Крај владавине     | Трајање           | Напомена                  |
| ---- | ------- | -------------------- | -------------- | ----------------- | ------------------ | ----------------- | ------------------------- |
| 1    |         | Никола I (1841—1921) | Петровић-Његош | 28. август 1910.  | 26. новембар 1918. | 8 година, 90 дана | Претходно владао као Књаз |

## Република

### Социјалистичка Република Црна Гора(1943—1990)
Унутар СФРЈ
| Бр.                                                                            | Портрет | Име                               | Трајање мандата — Изборни мандати | Трајање мандата — Изборни мандати | Странка                          |
| ------------------------------------------------------------------------------ | ------- | --------------------------------- | --------------------------------- | --------------------------------- | -------------------------------- |
| Предсједник Црногорске антифашистичке скупштине народног ослобођења 1943—1946. |         |                                   |                                   |                                   |                                  |
| N/A                                                                            |         | Никола Миљанић                    | 15. новембар 1943.                | 21. новембар 1946.                | Комунистичка партија Југославије |
| N/A                                                                            | —       | Никола Миљанић                    |                                   |                                   | Комунистичка партија Југославије |
| Предсједници президијума Народне скупштине НР Црне Горе 1946—1953.             |         |                                   |                                   |                                   |                                  |
| 1.                                                                             |         | Милош Рашовић                     | 21. новембар 1946.                | 6. новембар 1947.                 | Комунистичка партија Црне Горе   |
| 1.                                                                             | —       | Милош Рашовић                     |                                   |                                   | Комунистичка партија Црне Горе   |
| 2.                                                                             |         | Никола Ковачевић                  | 6. новембар 1947.                 | 4. фебруар 1953.                  | Комунистичка партија Црне Горе   |
| 2.                                                                             | —       | Никола Ковачевић                  |                                   |                                   | Комунистичка партија Црне Горе   |
| Предсједници Народне скупштине НР/СР Црне Горе 1953—1974.                      |         |                                   |                                   |                                   |                                  |
| 2.                                                                             |         | Никола Ковачевић                  | 4. фебруар 1953.                  | 15. децембар 1953.                | Савез комуниста Црне Горе        |
| 2.                                                                             | —       | Никола Ковачевић                  |                                   |                                   | Савез комуниста Црне Горе        |
| 3.                                                                             |         | Блажо Јовановић                   | 15. децембар 1953.                | 12. јул 1962.                     | Савез комуниста Црне Горе        |
| 3.                                                                             | —       | Блажо Јовановић                   |                                   |                                   | Савез комуниста Црне Горе        |
| 4.                                                                             |         | Филип Бајковић                    | 12. јул 1962.                     | 5. мај 1963.                      | Савез комуниста Црне Горе        |
| 4.                                                                             | —       | Филип Бајковић                    |                                   |                                   | Савез комуниста Црне Горе        |
| 5.                                                                             |         | Андрија Мугоша                    | 5. мај 1963.                      | 5. мај 1967.                      | Савез комуниста Црне Горе        |
| 5.                                                                             | —       | Андрија Мугоша                    |                                   |                                   | Савез комуниста Црне Горе        |
| 6.                                                                             |         | Вељко Милатовић                   | 5. мај 1967.                      | 6. октобар 1969.                  | Савез комуниста Црне Горе        |
| 6.                                                                             | —       | Вељко Милатовић                   |                                   |                                   | Савез комуниста Црне Горе        |
| 7.                                                                             |         | Видоје Жарковић                   | 6. октобар 1969.                  | 5. април 1974.                    | Савез комуниста Црне Горе        |
| 7.                                                                             | —       | Видоје Жарковић                   |                                   |                                   | Савез комуниста Црне Горе        |
| Предсједници Предсједништва СР Црне Горе 1974—1990.                            |         |                                   |                                   |                                   |                                  |
| 8.                                                                             |         | Вељко Милатовић                   | 5. април 1974.                    | 7. мај 1982.                      | Савез комуниста Црне Горе        |
| 8.                                                                             | —       | Вељко Милатовић                   |                                   |                                   | Савез комуниста Црне Горе        |
| 9.                                                                             |         | Веселин Ђурановић                 | 7. мај 1982.                      | 7. мај 1983.                      | Савез комуниста Црне Горе        |
| 9.                                                                             | —       | Веселин Ђурановић                 |                                   |                                   | Савез комуниста Црне Горе        |
| 10.                                                                            |         | Марко Орландић                    | 7. мај 1983.                      | 7. мај 1984.                      | Савез комуниста Црне Горе        |
| 10.                                                                            | —       | Марко Орландић                    |                                   |                                   | Савез комуниста Црне Горе        |
| 11.                                                                            |         | Миодраг Мишо Влаховић             | 7. мај 1984.                      | 7. мај 1985.                      | Савез комуниста Црне Горе        |
| 11.                                                                            | —       | Миодраг Мишо Влаховић             |                                   |                                   | Савез комуниста Црне Горе        |
| 12.                                                                            |         | Бранислав Шошкић                  | 7. мај 1985.                      | 7. мај 1986.                      | Савез комуниста Црне Горе        |
| 12.                                                                            | —       | Бранислав Шошкић                  |                                   |                                   | Савез комуниста Црне Горе        |
| 13.                                                                            |         | Радивоје Брајовић                 | 7. мај 1986.                      | 7. мај 1988.                      | Савез комуниста Црне Горе        |
| 13.                                                                            | —       | Радивоје Брајовић                 |                                   |                                   | Савез комуниста Црне Горе        |
| 14.                                                                            |         | Божина Ивановић                   | 7. мај 1988.                      | 13. јануар 1989.                  | Савез комуниста Црне Горе        |
| 14.                                                                            | —       | Божина Ивановић                   |                                   |                                   | Савез комуниста Црне Горе        |
| N/A                                                                            |         | вршилац дужности Слободан Симовић | 13. јануар 1989.                  | 17. март 1989.                    | Савез комуниста Црне Горе        |
| N/A                                                                            | —       | вршилац дужности Слободан Симовић |                                   |                                   | Савез комуниста Црне Горе        |
| 15.                                                                            |         | Бранко Костић                     | 17. март 1989.                    | 23. децембар 1990.                | Савез комуниста Црне Горе        |
| 15.                                                                            | —       | Бранко Костић                     |                                   |                                   | Савез комуниста Црне Горе        |

### Република Црна Гора/Црна Гора(од 1990)
| Ред                                                      | Слика               | Име                              | Трајање мандата — Изборни мандати | Трајање мандата — Изборни мандати | Странка                                   |
| -------------------------------------------------------- | ------------------- | -------------------------------- | --------------------------------- | --------------------------------- | ----------------------------------------- |
| Предсједници Републике Црне Горе/Црне Горе 1991. - данас |                     |                                  |                                   |                                   |                                           |
| 1. (16.)                                                 |                     | Момир Булатовић                  | 23. децембар 1990.                | 15. јануар 1998.                  | Демократска партија социјалиста Црне Горе |
| 1. (16.)                                                 | 1990. и 1992.       | Момир Булатовић                  |                                   |                                   | Демократска партија социјалиста Црне Горе |
| 2. (17.)                                                 |                     | Мило Ђукановић                   | 15. јануар 1998.                  | 25. новембар 2002.                | Демократска партија социјалиста Црне Горе |
| 2. (17.)                                                 | 1997.               | Мило Ђукановић                   |                                   |                                   | Демократска партија социјалиста Црне Горе |
| N/A                                                      |                     | вршилац дужности Филип Вујановић | 25. новембар 2002.                | 19. мај 2003.                     | Демократска партија социјалиста Црне Горе |
| N/A                                                      | -                   | вршилац дужности Филип Вујановић |                                   |                                   | Демократска партија социјалиста Црне Горе |
| N/A                                                      |                     | вршилац дужности Драган Кујовић  | 19. мај 2003.                     | 22. мај 2003.                     | Демократска партија социјалиста Црне Горе |
| N/A                                                      | -                   | вршилац дужности Драган Кујовић  |                                   |                                   | Демократска партија социјалиста Црне Горе |
| 3. (18.)                                                 |                     | Филип Вујановић                  | 22. мај 2003.                     | 20. мај 2018.                     | Демократска партија социјалиста Црне Горе |
| 3. (18.)                                                 | 2003, 2008. и 2013. | Филип Вујановић                  |                                   |                                   | Демократска партија социјалиста Црне Горе |
| 2. (17.)                                                 |                     | Мило Ђукановић                   | 20. мај 2018.                     | 20. мај 2023.                     | Демократска партија социјалиста Црне Горе |
| 2. (17.)                                                 | 2018.               | Мило Ђукановић                   |                                   |                                   | Демократска партија социјалиста Црне Горе |
| 4 (19.)                                                  |                     | Јаков Милатовић                  | 20. мај 2023.                     | Тренутно                          | Европа сад                                |
| 4 (19.)                                                  | 2023.               | Јаков Милатовић                  |                                   |                                   | Европа сад                                |